# Албански полк
Албанският полк (на френски: Régiment albanais) е военно формирование на Наполеоновата Велика армия, известен и с името Албански пандури (на френски: Pandours d'Albanie).
Създаден е през 1807 година на остров Корфу. Командван е от полковник Жан-Луи Тусен Мино. Сформиран е за защита на акваторията на Йонийско море с Йонийските острови като част от Френската империя. Полкът е разпуснат през 1814 година.
По силата на Тилзитския мир от 1807 година Руската императорска армия изоставя своята Република на седемте острова, състояща се от Йонийските острови, които са овладени от адмирал Фьодор Ушаков по време на обсадата на Корфу (1798 – 1799). По време на окупацията на архипелага, руснаците сформират две военни единици, едната състояща се от почти 3000 т.нар. албански бежанци на островите след поражението на сулиотите срещу Али паша Янински в сулиотската война. Другата местна военна единица включва 500 гърци. След като френската армия поема управлението на Йонийските острови, т.нар. албанци са включени в „албански полк“, а гръцките бежанци в Гръцки пехотен стрелкови батальон (на френски: Bataillon de Chasseurs à Pied Grecs), по-известен като Местен батальон на Йонийските острови (на френски: Bataillon indigène des îles Ioniennes).
В състава на полка има и войни от други народности – италианци и далматинци. Числеността на подразделението никога не достига предвидената численост по щат от 3254 мъже. Албанските пандури служат най-вече като гарнизон на Йонийските острови, докато гръцките пехотни стрелци изпълняват ролята на помощна войска.
През юли 1809 година Гръцкият батальон е интегриран в състава на Албанския полк. Получава се разрив и местните епироти отказват да изпълняват нареждания от гръцки офицери, слушат само командите на племенните си лидери и често са в конфликт с островитяните от Архипелага. Близо 3000 войни са разделени на 6 дружини, под командването на 160 офицери. Полкът има капелан (Арсенио Януко от Морея) и хирург (Дука Запа).
През 1813 годна полкът е реорганизиран от 6 на 2 батальона. След преминаването на Йонийските острови под британски контрол през 1814 година полкът е отново реорганизиран и през 1815 година е преформирован в нови военни единици, организирани от британците.
Албанският полк е най-известен с това, че излъчва от редиците си почти всички забележителни военни личности по време на Гръцката война за независимост, сред които изпъкват имената на Христофорос Перевос и Марко Бочар.